# Turócrudnó
Turócrudnó (szlovákul Rudno) község Szlovákiában, a Zsolnai kerületben, a Stubnyafürdői járásban.

## Fekvése
Turócszentmártontól 31 km-re délnyugatra, a Turóc völgyének délnyugati részén fekszik.

## Élővilága
A faluban egy gólyafészket tartanak nyilván. 2014-ben 5 fiókát számoltak össze.

## Története
1343-ban „Rudna” néven említik először. 1391-ben „Ruda”, 1392-ben „Rodna” néven említik. 1421-től a 19. századig vámszedőhely volt. A falu Tótpróna uradalmához tartozott. A falu első szakrális épülete egy kis kápolna volt, mely azonban elpusztult. Mai fatemplomának elődje 1422-ben már állt. 1535-ben „Rwdna” néven írják, ekkor bányásztelepülés a falu bírájának irányítása alatt. A 18. századtól a faluban postaállomás működött. 1715-ben 15 porta és egy malom volt a településen. 1773-ban „Rudno” alakban szerepel a korabeli forrásokban. 1785-ben 33 házában 251-en laktak.
A 18. század végén Vályi András így ír róla: „RUDNO. Tót falu Túrócz Várm. földes Urai B. Prónay, és Révay Uraságok, lakosai katolikusok, többen evangelikusok, fekszik Tót Prónához egy órányira, nagy hegyek között; földgye sovány, az Uraságnak vámja vagyon itten, és postaváltás is.”
1828-ban 41 házában 250-en laktak. Lakói földműveléssel, erdőgazdálkodással, házi szövéssel foglalkoztak. A trianoni diktátumig Turóc vármegye Stubnyafürdői járásához tartozott.
A háború után lakói főként erdei munkákkal, fafeldolgozással foglalkoztak. 1938 és 1947 között téglagyára is volt. Ma lakói főként Turócszentmárton, Kispróna és Németpróna üzemeiben dolgoznak.

## Népessége
| Év:            | 1994. | 2004.   | 2014.   | 2024.   |
| -------------- | ----- | ------- | ------- | ------- |
| Emberek száma: | 228   | 227     | 212     | 210     |
| Eltérés:       |       | -0,43 % | -6,60 % | -0,94 % |

| Év:            | 2023. | 2024. |
| -------------- | ----- | ----- |
| Emberek száma: | 210   | 210   |
| Eltérés:       |       | +0 %  |

1910-ben 348, túlnyomórészt szlovák lakosa volt.
2001-ben 228 szlovák lakosa volt.
2011-ben 225 lakosából 223 szlovák.

## Nevezetességei
Szent István király tiszteletére szentelt római katolikus fatemploma 1792-ben a korábbi, 1422-ből származó templom helyén épült. Berendezése a 17. és 18. században készült.

## Külső hivatkozások
- E-obce.sk Archiválva 2009. december 24-i dátummal a Wayback Machine-ben
- Községinfó
- Turócrudnó Szlovákia térképén
- Turócrudnó a szlovák múzeumok honlapján